# 1279
Évszázadok: 12. század – 13. század – 14. század
Évtizedek: 1220-as évek – 1230-as évek – 1240-es évek – 1250-es évek – 1260-as évek – 1270-es évek – 1280-as évek – 1290-es évek – 1300-as évek – 1310-es évek – 1320-as évek
Évek: 1274 – 1275 – 1276 – 1277 –  1278 – 1279 – 1280 – 1281 – 1282 – 1283 – 1284

## Események
- A yameni csatában a mongolok megsemmisítik a kínai flottát. Elesik a Déli Szung-dinasztia utolsó sarja is, ezzel a mongolok befejezik Kína meghódítását.
- február 16. – Dénes portugál király trónra lépése.
- június 23. – Fülöp pápai legátus javaslatot terjeszt IV. László király, a püspökök és a bárók elé a kunok letelepítésére és megtérítésére.[1]
- július 13. – A tétényi országgyűlés törvényeket hoz a kunok letelepítésére, területeiket a Duna-Tisza közén, a Maros mentén, a Maros és a Körös, valamint a Maros és a Temes folyók között jelölik ki.
- augusztus 10. - A kunokról szóló törvényt a legátus javaslatánál enyhébb formában oklevélbe foglalják.[2]
- IV. István hajtja végre a kunokról szóló törvényt, mire a pápai legátus Budára zsinatot hív össze, kiközösíti a királyt, és interdiktumot mond ki Magyarországra; válaszul István elfogatja a legátust.[3]
- I. Edward angol király megtiltja a földek adományozását az egyház részére. Ez az első egyházellenes törvény Angliában.

## Halálozások
- február 16. – III. Alfonz portugál király (* 1212)
- december 7. – V. Boleszláv lengyel fejedelem (* 1226)